# Cis subfuscus
Cis subfuscus là một loài bọ cánh cứng trong họ Ciidae. Loài này được Gorham miêu tả khoa học năm 1886.